# Леман, Анри
Анри Леман (фр. Henri Lehmann, настоящее имя Карл Рудольф Генрих Леман, нем. Karl Rudolf Heinrich Lehmann; 14 апреля 1814, Киль, Германия, — 31 марта 1882, Париж, Франция) — французский художник немецкого происхождения, представитель классицизма.

## Биография
Анри Леман родился в семье художника Лео Лемана (1782—1859). Начал изучать живопись под руководством своего отца. С 1831 года учится в мастерской Энгра в Париже, был одним из лучших его учеников. Впервые выставляется в парижском Салоне 1835 года. В 1837 году молодой художник получает заказ от французского короля Луи Филиппа на полотно «Смерть Роберта Сильного» для версальской галереи.
В конце 1837 года Леман переезжает в Мюнхен, откуда в 1838 году отправляется в Италию. Позднее вернулся в Париж. В 1847 году художник принимает французское гражданство.
Леман был мастером портрета, писал также картины на историческую и религиозную тематику. Художник занимался также декоративной живописью — в 1850-е годы он украсил Тронный зал в Люксембурге, затем — Дворец юстиции в Париже. Был известен также своей фресковой и алтарной живописью в церквях (капелла Св. Духа в Сен-Мерри, собор Святого Николая в Булони).
Ныне работы Лемана хранятся в Лувре, в галереях Версаля, а также в различных музеях Франции, Италии и США.

## Галерея

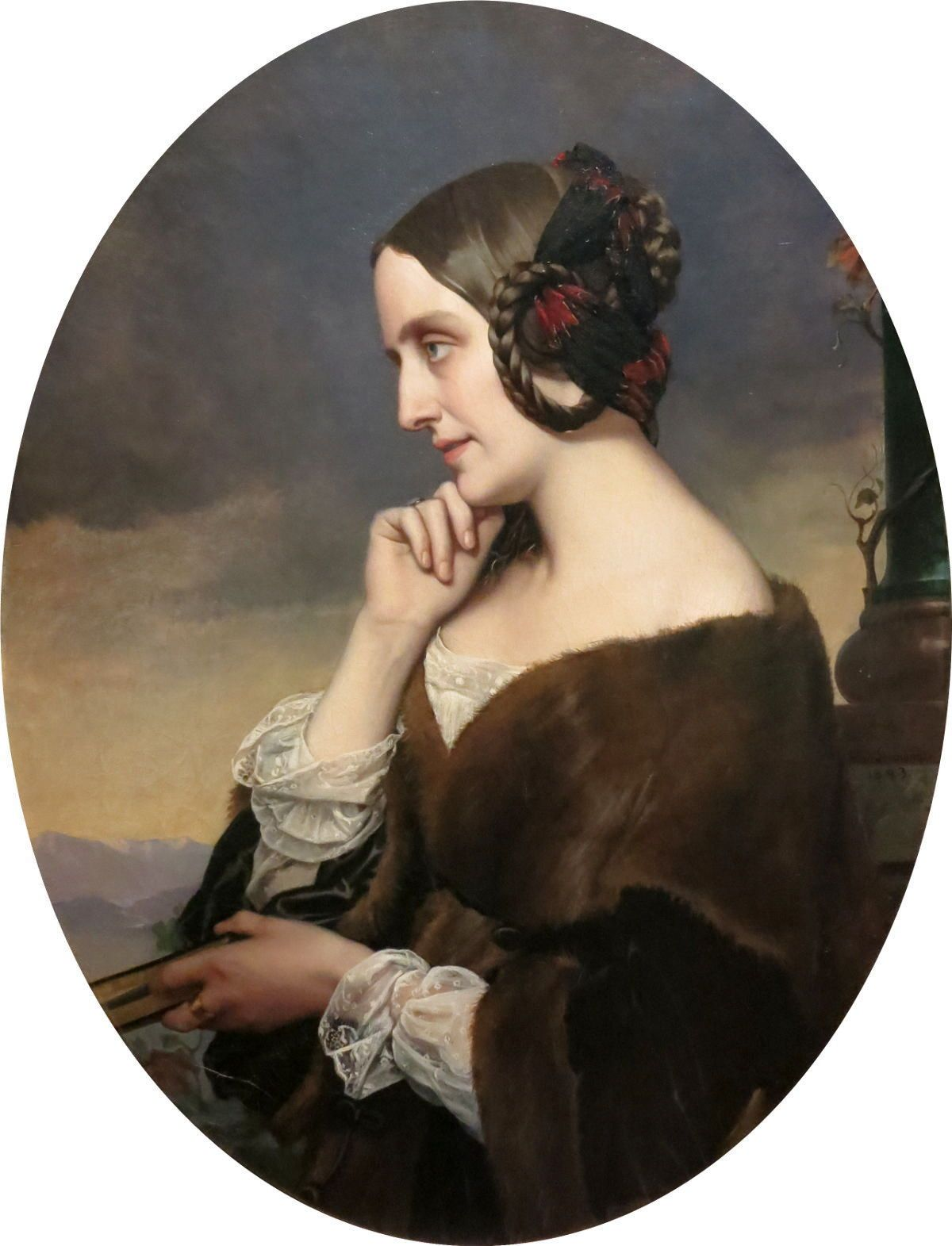
Портрет Марии д’Агу
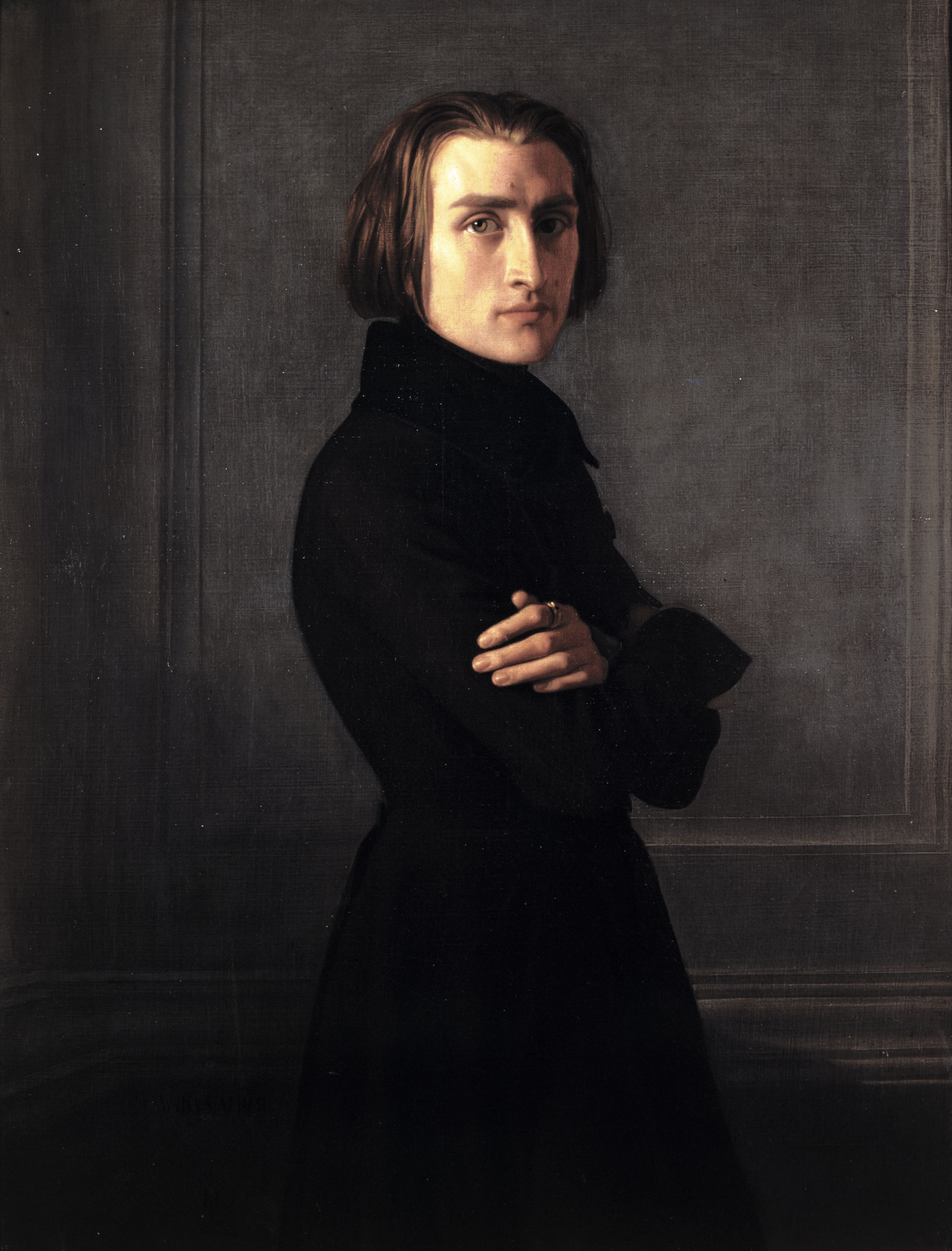
Портрет Ференца Листа. 1839
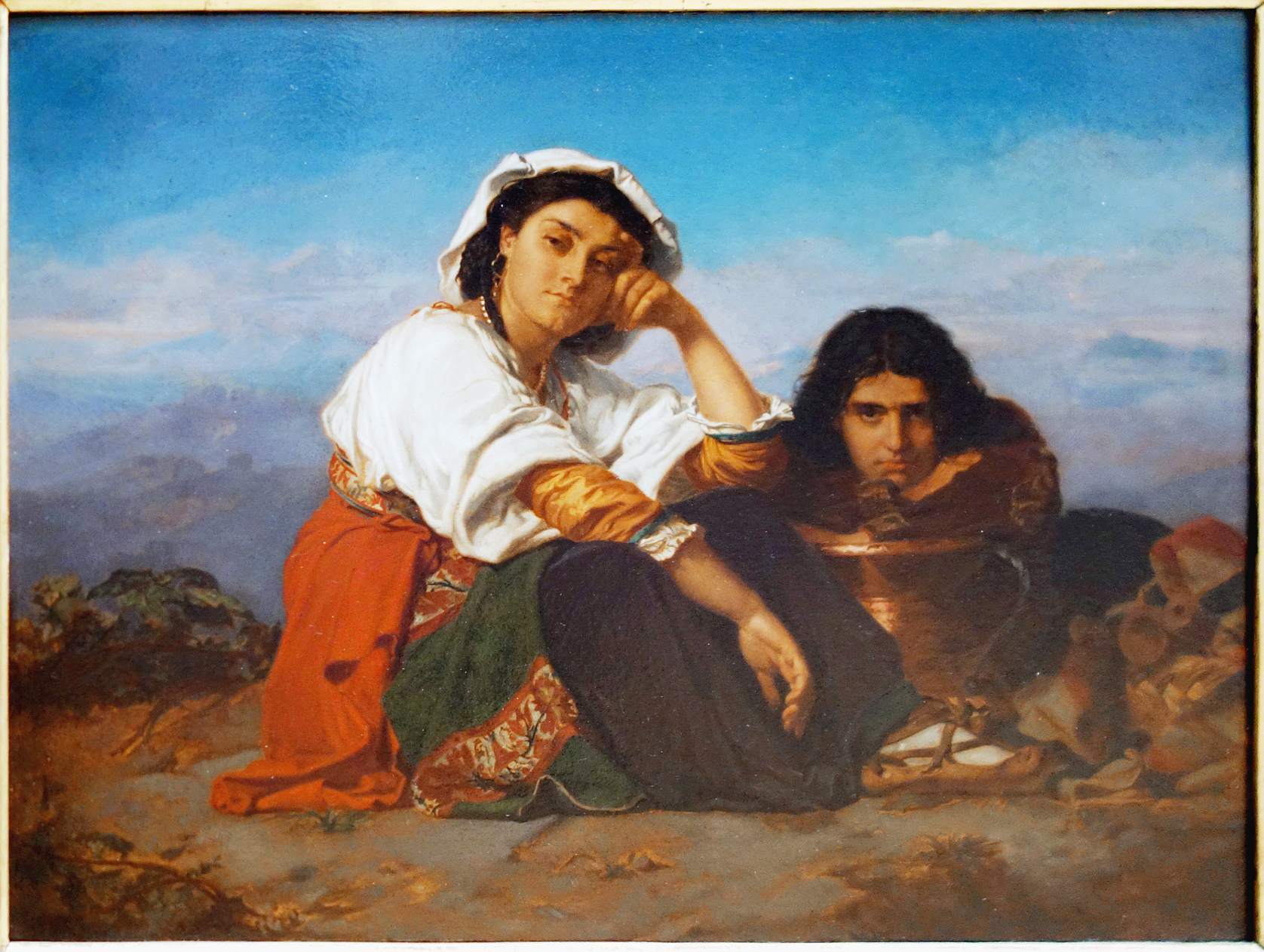
Отдых. 1864
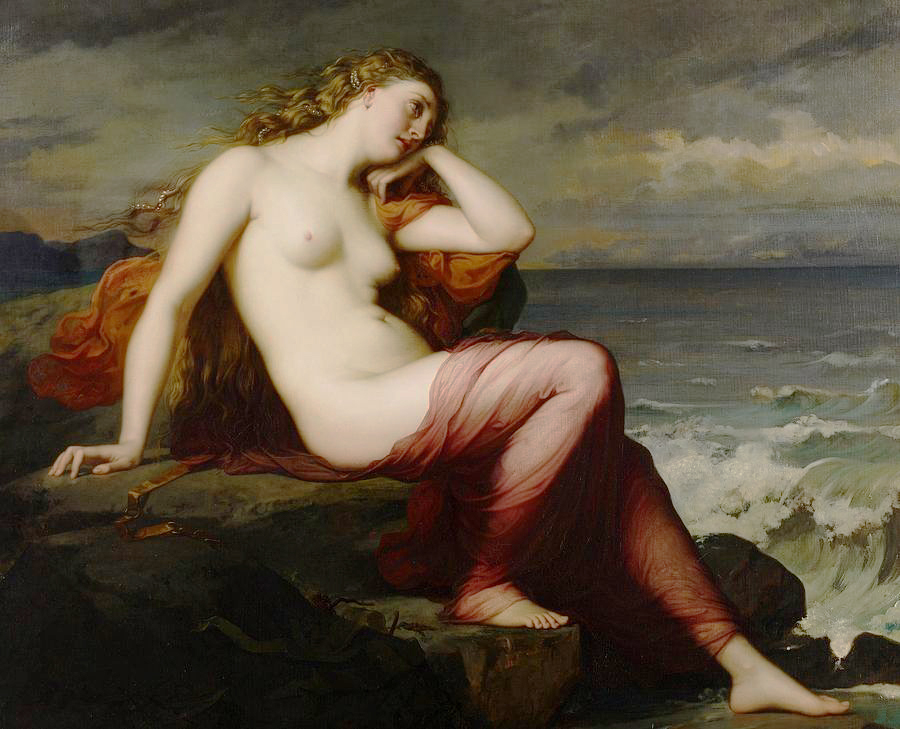
Калипсо. 1869